# Motorola Droid Razr HD
De Motorola Droid Razr HD is een smartphone van de Amerikaanse fabrikant Motorola en is uitgebracht in oktober 2012. De telefoon moet het nieuwe bedrijfsvlaggenschip worden en komt uit in het zwart en in het wit.

## Interface
De Razr HD draait op het besturingssysteem Android, versie 4.0.3 (ook wel Ice Cream Sandwich genoemd). Bovenop Android heeft Motorola zijn eigen Motoblur gelegd, een interface vergelijkbaar met HTC's Sense en Samsungs TouchWiz. De grafische schil is meer bij de standaard interface van zijn moederbedrijf Google gebleven.

## Hardware
De smartphone heeft een Super amoled-scherm van 4,7 inch groot met een resolutie van 1280 bij 720 pixels, wat neerkomt op een pixeldichtheid van 313 ppi. Onder het scherm bevinden zich geen knoppen, deze verschijnen op het apparaat zelf. In het toestel zelf bevindt zich een batterij met een capaciteit van 2530 mAh en een dualcore-processor met een kloksnelheid van 1,5 GHz. De Droid Razr HD heeft twee camera's. De camera aan de achterkant heeft een resolutie van 8 megapixels en beschikt over een flitser. De camera aan de voorkant om te kunnen videobellen heeft een resolutie van 1,3 megapixels.